# کل سکایی
کَل سَکایی یا سایگا یک نوع بز کوهی است که در مناطقی که پوشش استپ دارند در اوراسیا زندگی می‌کند.
زندگی این بز کوهی در ردۀ نزدیک تهدید است که در استپ‌های جنوب سرزمین‌های شوروی سابق (روسیه، قزاقستان، ترکمنستان) زندگی می‌کند است. در چین و مغولستان تقریباً به کلی منقرض شد که یکی از دلایل اصلی آن، کاربرد دارویی شاخ «کَل سَکایی» در طب چینی است.